# Karoowaaierstaart
De karoowaaierstaart (Tychaedon coryphoeus; synoniem: Cercotrichas coryphoeus en Erythropygia coryphaeus) is een zangvogel uit de familie Muscicapidae (vliegenvangers).

## Verspreiding en leefgebied
De soort komt voor in zuidwestelijk Afrika en telt drie ondersoorten:
- T. c. abboti: zuidelijk Namibië en noordwestelijk Zuid-Afrika.
- T. c. coryphoeus: centraal en zuidelijk Zuid-Afrika.
- T. c. cinerea: westelijk Zuid-Afrika.